# (2629) Рудра
(2629) Рудра (санскр. रुद्र, IAST: rudra) — астероид, который принадлежит к тёмному спектральному классу B. Он был открыт 13 сентября 1980 года американским астрономом Чарльзом Ковалем в Паломарской обсерватории и назван в честь Рудры, ведийского божества связанного со смертью, охотой и грозой.

Орбита астероида Рудра и его положение в Солнечной системе
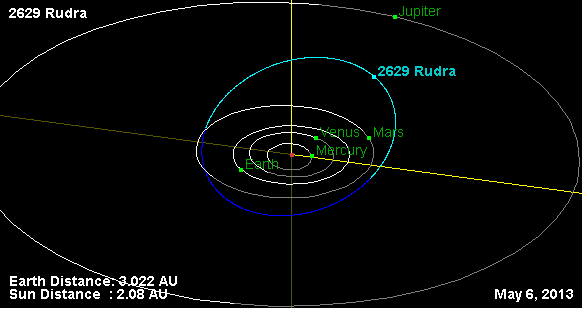
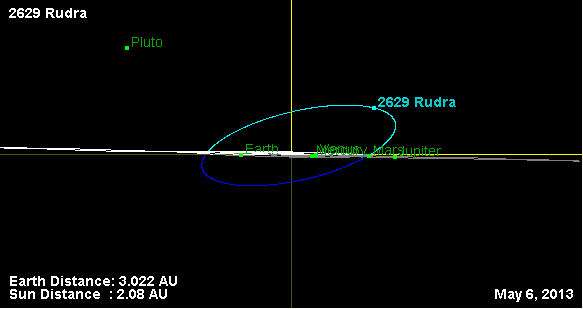